# Mourad Beleksir
Mourad Beleksir, né le 2 janvier 1957 à Clichy, est un danseur et chorégraphe français.

## Biographie
D'origine algérienne par son père et française par sa mère. Tout en prenant des cours de danse classique, d’escrime puis de théâtre, Mourad Beleksir voulait devenir cinéaste. Présenté comme un artiste assez mystérieux, avec son groupe "Les Productions de l'invisible", ce chorégraphe mi public/mi clandestin a produit depuis de nombreuses années 
des œuvres dansées anticipant à chaque fois son temps, ainsi (Les Danses invisibles), 1997/2000 qui occupaient l'espace (des lieux abandonnés ou clandestins) et le temps (la nuit généralement entre 3 et 5h du matin), de métropoles comme Paris ou Tokyo, (des manifestations institutionnelles comme «Nuit Blanche» allaient quelques années plus tard investir artistiquement ce temps et ces espaces).Il a aussi produit des spectacles plus institutionnels (Les Nuits du chasseur créé en 2002 à la Ferme du Buisson, ou @everyday is Magic au Japon), ou encore des occupations de lieux liées à des événements historiques restés cachés.
«Paradise Now»(2009) est une «revisitation » de la pièce éponyme du Living Théâtre où "les corps vacillent dans une diction épuisée ".Une pièce représentée dans une cave comme un combat d’ idoles du XXe siècle dont le texte est uniquement retransmis aux interprètes par des écouteurs que "ces mêmes interprètes restituent au travers de leurs corps comme un souffle venu d’ailleurs".Une autre de ces créations « Shibori/Shibari » (Kyoto 2014), est un travail sur l'art Japonais du shibori (tie and dye ) et du Kinbaku-bi (ligotage magnifique) plus vulgairement nommé Shibari qui nous renvoie à toute l'ambiguïté du genre et de la soumission.
Très éclectique, avec Les Productions de l'invisible il a édité un disque, organisé des concerts et développé un travail au Japon sur l’intimité et la communication.
Il a aussi organisé en 2020/2021 avec des musiciens de la scène "Techno" une série de nuit "Unité Mobile de Vie" qui mixent Tragédie et Raves- Party. Il Travaille aussi depuis une dizaine d'années à une chorégraphie "Comme Back" sur la totalité des "Partitas pour clavier" de "Jean-Sébastien Bach" une œuvre qui n'a jamais été montré dans sa totalité.
Attitude assez peu courante dans le paysage de la danse contemporaine Française, Mourad Beleksir est  engagé politiquement depuis son plus jeune âge,  dans les années 2000  il participe à la fondation d’un groupe internationaliste révolutionnaire ; L’International Socièty of Historical Defeat. Il est décrit dans Ballet International comme « un situationniste de la nuit » ou dans le quotidien Libération comme « l’étoile de la nuit », et présenté comme un chorégraphe et un artiste radical hors de tout courant.